# Žabari
Pour les articles homonymes, voir Žabari (homonymie).
Žabari (en serbe cyrillique : Жабари) est une localité et une municipalité de Serbie situées dans le district de Braničevo. Au recensement de 2011, la localité comptait 1 163 habitants et la municipalité dont elle est le centre 10 969.
Žabari est officiellement classé parmi les villages de Serbie.

## Géographie
Žabari se trouve à 44° 21' 22" de latitude nord et 21° 12' 54" de longitude est. La municipalité dont elle est le centre couvre une superficie de 264 km2 ; elle s'étend sur 25 km du nord au sud et sur 10 km d'est en ouest. 
La municipalité se situe au centre de la région du bas Pomoravlje. La municipalité est nettement divisée en deux moitiés : à l’est se trouvent les collines de Braničevo, qui séparent les plaines de la Morava et de la Mlava ; à l’ouest, s'étendent les terres fertiles de la Velika Morava. La région se trouve entre 90 m et 220 m au-dessous du niveau de la mer.
La ville de Žabari est située à 120 km de Belgrade ; elle est reliée à la capitale par l'autoroute Belgrade-Niš (E70), qui passe à 13 km de la localité. Žabari est également traversé par la route régionale P103 qui relie Požarevac à Svilajnac, par la P107 qui relie Velika Plana à Petrovac na Mlavi et par la P275 qui relie Aleksandrovac à Mirijevo et à Rašanac.

## Histoire
Les archéologues ont mis au jour des vestiges qui attestent l'existence d'une ville romaine dont les vestiges sont visibles à Žovispag. 
Les Avars envahirent la région, comme tout le reste du nord de la Serbie. Puis, au IXe siècle, les Bulgares à leur tour occupèrent ce territoire en étendant leurs conquêtes en direction de l'ouest. Au XIIIe siècle, les Bulgares furent affaiblis par leur affrontement avec les Hongrois. Les Serbes saisirent cette occasion et ils conquirent la région en 1291.
En 1459, Žabari tomba aux mains des Ottomans. Et, jusqu'au XVIIIe siècle, la région resta le théâtre de nombreux affrontements entre Turcs et Hongrois.
En 1839, après que la Sublime Porte eut officiellement reconnu l’autonomie de la Serbie, Žabari devint le siège d'une municipalité ; à cette époque, le village comptait 78 maisons, habitées par 90 citoyens imposables. En 1863, Žabari devint le centre administratif de la région de la Morava et, en 1882, elle obtint officiellement le statut de « ville ». 
Pendant la Seconde Guerre mondiale, la ville fut occupée par les Bulgares et les Allemands. 
En 1947, la région de la Morava fut intégrée à celle de Pomoravlje qui eut comme centre administratif la ville de Velika Plana. La municipalité de Žabari prit sa forme actuelle en 1955. 
En 1960, la ville construisit son premier hôpital. En 1973, la route reliant Žabari à Požarevac fut asphaltée. Et c'est en 1978 que la municipalité vit s'installer son premier établissement industriel.

## Localités de la municipalité de Žabari

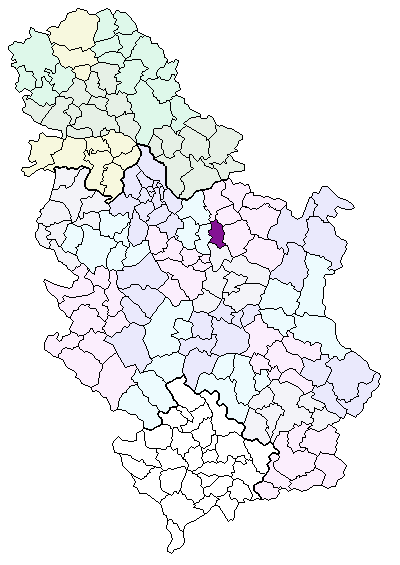
Localisation de la municipalité de Žabari en Serbie

La municipalité de Žabari compte 15 localités :
- Aleksandrovac
- Brzohode
- Viteževo
- Vlaški Do
- Žabari
- Kočetin
- Mirijevo
- Oreovica
- Polatna
- Porodin
- Svinjarevo
- Sibnica
- Simićevo
- Tićevac
- Četereže

Toutes les localités, y compris Žabari, sont officiellement classées parmi les « villages » (село/selo) de Serbie.

## Démographie

### Localité

#### Évolution historique de la population dans la localité
| 1948  | 1953  | 1961  | 1971  | 1981  | 1991  | 2002  | 2011  |
| ----- | ----- | ----- | ----- | ----- | ----- | ----- | ----- |
| 1 931 | 2 170 | 1 984 | 1 838 | 1 756 | 1 582 | 1 442 | 1 163 |

### Municipalité

#### Évolution historique de la population dans la municipalité
| 1948   | 1953   | 1961   | 1971   | 1981   | 1991   | 2002   | 2011   |
| ------ | ------ | ------ | ------ | ------ | ------ | ------ | ------ |
| 26 178 | 26 496 | 25 144 | 23 298 | 21 819 | 19 347 | 13 034 | 10 969 |

## Politique
À la suite des élections locales serbes de 2008, les 37 sièges de l'assemblée municipale de Žabari se répartissaient de la manière suivante :
| Parti                                                                         | Sièges |
| ----------------------------------------------------------------------------- | ------ |
| Pour une Serbie européenne                                                    | 14     |
| Parti socialiste de Serbie - Parti des retraités unis de Serbie - Serbie unie | 9      |
| Parti démocratique de Serbie - Nouvelle Serbie                                | 8      |
| Parti radical serbe                                                           | 6      |

Miodrag Filipović, membre du Parti socialiste de Serbie, a été élu président (maire) de la municipalité, succédant ainsi à Vojislav Duvnjak, membre du Parti radical serbe de Vojislav Šešelj.